# Rebstein
Rebstein é uma comuna da Suíça, no Cantão São Galo, com cerca de 4.137 habitantes. Estende-se por uma área de 4,33 km², de densidade populacional de 955 hab/km². Confina com as seguintes comunas: Balgach, Marbach, Oberriet, Reute (AR).
A língua oficial nesta comuna é o Alemão.